# Třída Bung Tomo
Třída Bung Tomo (dříve třída Nakhoda Ragam) je třída oceánských hlídkových lodí či korvet postavených ve Velké Británii pro námořnictvo Bruneje. Korvety jsou vybaveny pro boj proti hladinovým, vzdušným cílům i ponorkám.
Brunejská vláda v průběhu výstavby lodí seznala, že takovéto lodě jsou pro její potřeby příliš velké, a odmítla dokončená plavidla převzít. Po prohrané arbitráži je zaplatila, nezařadila je ale do svého námořnictva, nýbrž je nabídla k prodeji prostřednictvím německé loděnice Lürssen. Plavidla zakoupila Indonésie a přejmenovala je na třídu Bung Tomo podle Bung Tuma, vůdce indonéské národní revoluce. Jejich vstup do služby byl plánován na rok 2014. Naopak Brunej namísto těchto fregat zakoupila mnohem menší hlídkové lodě tříd Darussalam a Ijtihad.

## Stavba

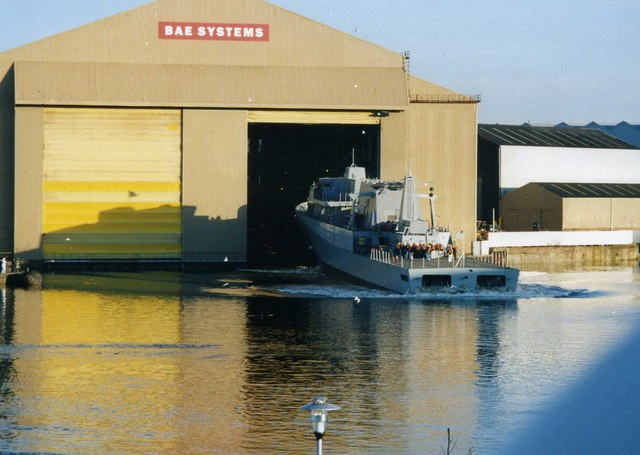
Spuštění na vodu

Stavba tří korvet této třídy byla objednána roku 2005 u britské loděnice BAE Systems. Plavidla jsou variantou projektu F2000, podle kterého byly postaveny rovněž malajsijské fregaty třídy Lekiu.
Jednotky třídy Bung Tomo:
| Jméno                                 | Spuštěna    | Vstup do služby   | Status  |
| ------------------------------------- | ----------- | ----------------- | ------- |
| John Lie (358, ex Nakhoda Ragam)      | leden 2001  | 18. července 2014 | aktivní |
| Usman-Harun (359, ex Bendahara Sakam) | červen 2001 | 18. července 2014 | aktivní |
| Bung Tomo (357, ex Jerambak)          | červen 2002 | 18. července 2014 | aktivní |

## Konstrukce

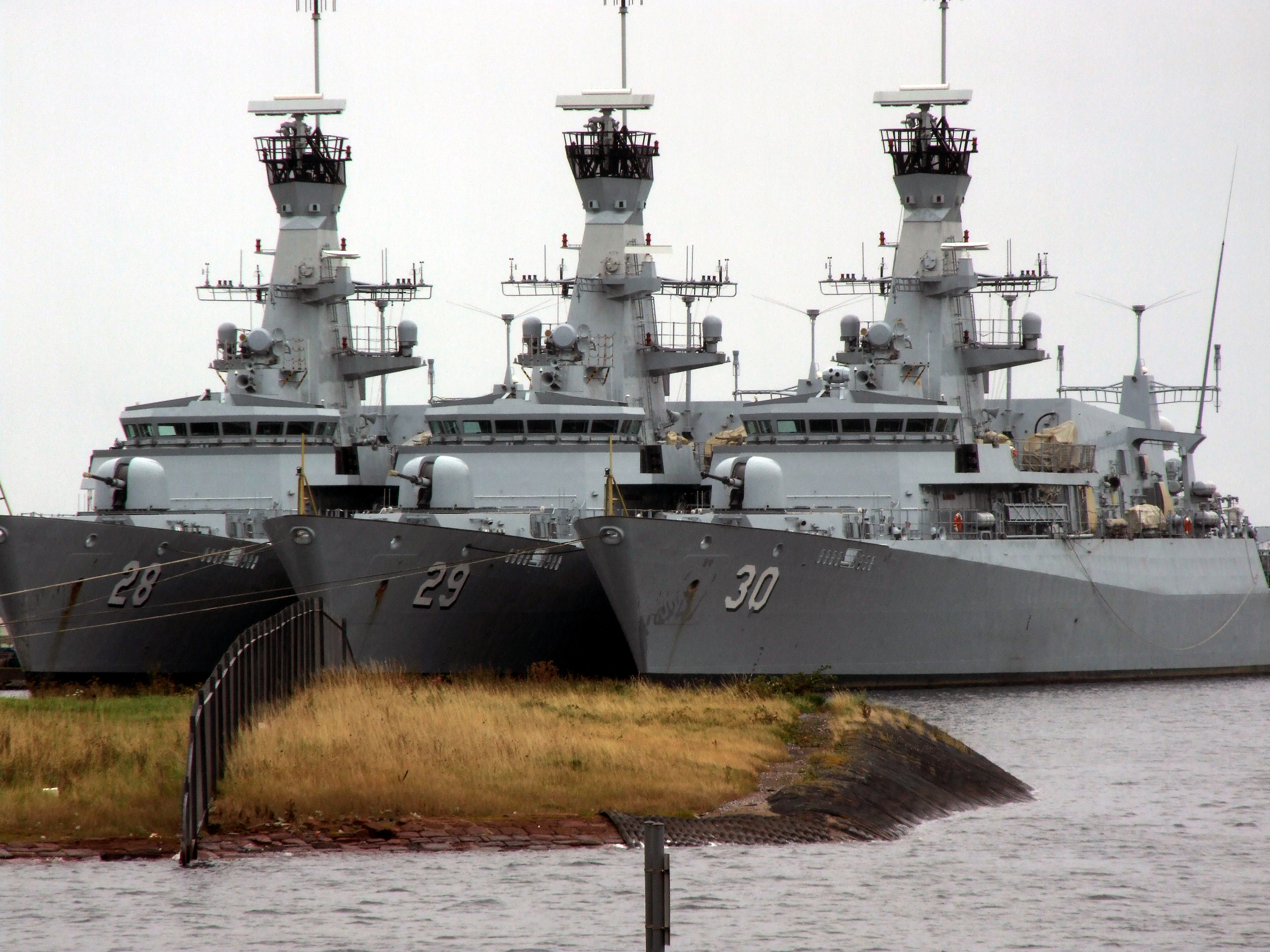
Plavidla třídy Nakhoda Ragam čekající v Barrow-in-Furness na prodej

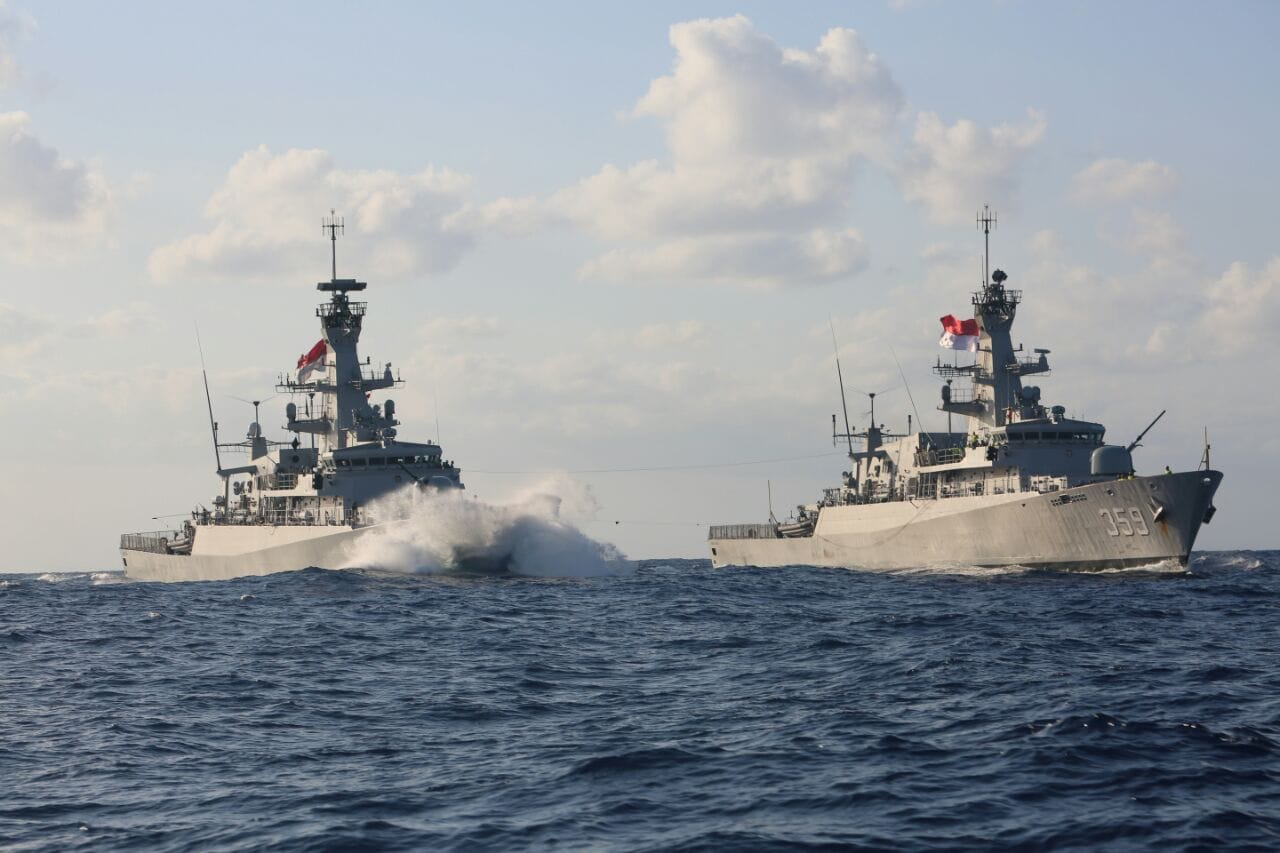
Bung Tomo a Usman-Harun

Palubní bojový řídící systém je typu Alenia Marconi Systems Nautilus II. Plavidla nesou vyhledávací 3D radar BAE Systems Insyte AWS-9, dva radarové označovače cílů BAE Insyte 1802SW a navigační radar Kelvin Hughes Type 1007. Trupový sonar je typu Thales Underwater Systems TMS 4130C1. Hlavňovou výzbroj tvoří jeden 76mm kanón OTO Melara v dělové věži na přídi a dva 30mm kanóny MSI DS 30B. Mezi příďovou dělovou věží a můstkem se nachází šestnáctinásobné vertikální vypouštěcí silo pro protiletadlové řízené střely MBDA Seawolf s dosahem 6 km. Údernou výzbroj tvoří osm protilodních střel MM.40 Exocet Block II s dosahem 70 km. K ničení ponorek slouží dva trojhlavňové 324mm torpédomety. Na zádi se nachází přistávací plocha a hangár pro jeden střední vrtulník. Pohonný systém tvoří dva diesely MAN 20 RK270, pohánějící dva lodní šrouby. Nejvyšší rychlost dosahuje 30 uzlů.

### Modernizace
V březnu 2020 získaly společnosti Thales a Len Industri kontrakt na střednědobou modernizaci korvety Usman-Harun. Plavidlo mimo jiné dostane bojový řídící systém TACTICOS, přehledový radar SMART-S Mk.2, systém řízení palby STIR EO Mk.2 a systém elektronického boje Vigile Mk.2. Obdobné vybavení mají nejnovější indonéské fregaty třídy Martadinata. Dokončení modernizace je plánováno na rok 2023.